# 7HD
Seven HD era un canale televisivo australiano in alta definizione (1080i). Il canale era disponibile nelle aree metropolitane in Tasmania e Queensland attraverso una serie di stazioni gestite direttamente, nonché tramite Prime HD e Southern Cross Television. Il 25 settembre 2010 Seven HD è stato sostituito dal nuovo canale 7mate.